# Royal Pavilion
O Royal Pavilion ("Pavilhão Real") é uma antiga residência real localizada em Brighton, Inglaterra. Foi construída em estilo indo-sarraceno (estilo predominante na Índia no século XIX) como refúgo à beira-mar para o então Príncipe Regente, futuro Jorge IV do Reino Unido, sendo muitas vezes referida como Brighton Pavilion.

## História
O Príncipe Regente, que mais tarde se tornaria o rei Jorge IV, visitou Brighton pela primeira vez no ano de 1783, pois o seu médico recomendava a água do mar para o tratamento de sua gota. Em 1786 areendou uma casa de lavoura na zona de Old Steine, Brighton.
Estando longe da Corte Real, em Londres, o Pavilion também era um local discreto para o Principe gozar a ligação com o sua companheira de longo tempo, Mrs. Maria Anne Fitzherbert. O Principe desejara desposá-la, e poderá tê-lo feito secretamente; de qualquer forma isso era ilegal devido à sua Religião Católica.

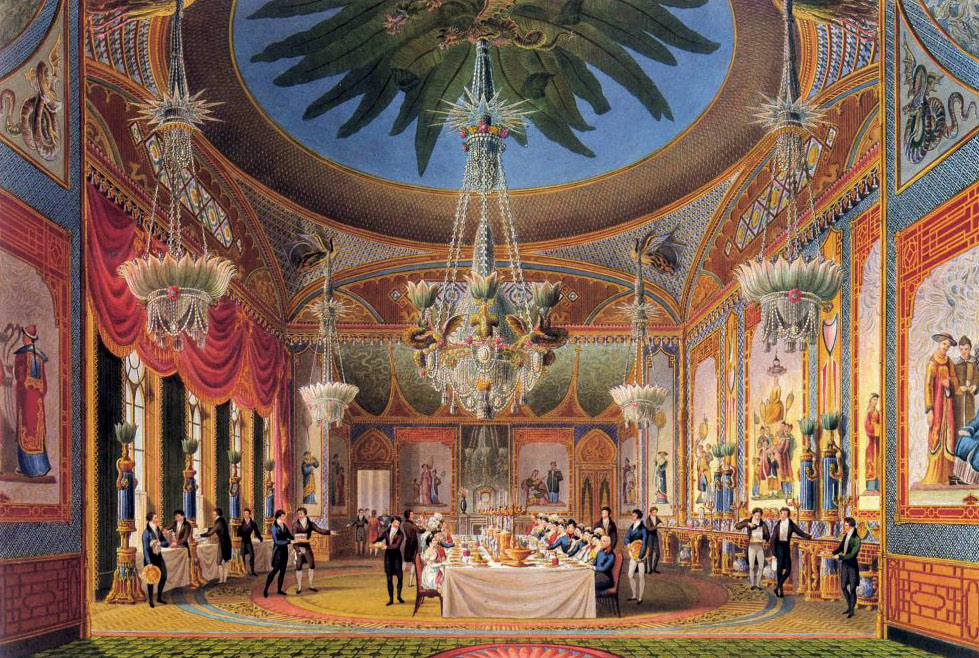
O ricamente decorado Salão dos Banquetes no Royal Pavilion. Views of the Royal Pavilion (1826) de John Nash.

Henry Holland foi rapidamente encarregado de ampliar o edificio. O Príncipe também comprou terrenos em volta da propriedade, nos quais foram construídos, em 1803, uma grande escola de equitação e estábulos em estilo indiano, desenhados por William Porden.
Entre 1815 e 1822, John Nash redesenhou o palácio, sendo o resultado dos seus trabalhos o que se pode ver na actualidade. O palácio destaca-se particularmente na região de Brighton, tendo uma aparência muito indiana no seu exterior. De qualquer forma, o fantástico desenho interior, primeiramente da forma de Frederick Crace e Robert Jones, é pesadamente influenciado pelas modas chinesa e indiana (com elementos arquitectónicos mogóis e islâmicos). Foi um primeiro exemplo de exotismo, que era uma alternativa ao gosto mais clássico do estilo regência.

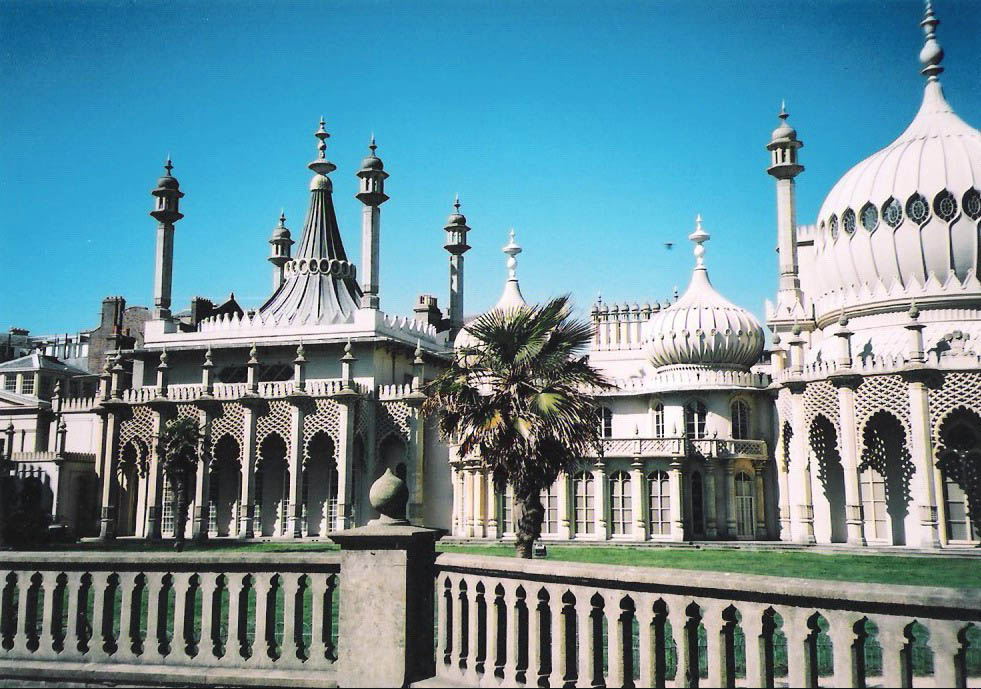
Jardins do Pavillion

## Compra pela cidade de Brighton
Depois da morte do Jorge  em 1830, o seu sucessor Guilherme IV também permaneceu no Pavilion durante as suas visitas a Brighton. de qualquer forma, depois da última visita da Rainha Vitória a Brighton, em 1845, o governo planeou vender o palácio e os terrenos. O Brighton Commissioners e o Brighton Vestry peticionaram com sucesso o governo a vender o Pavilion à cidade por 53 000 libras, em 1849.

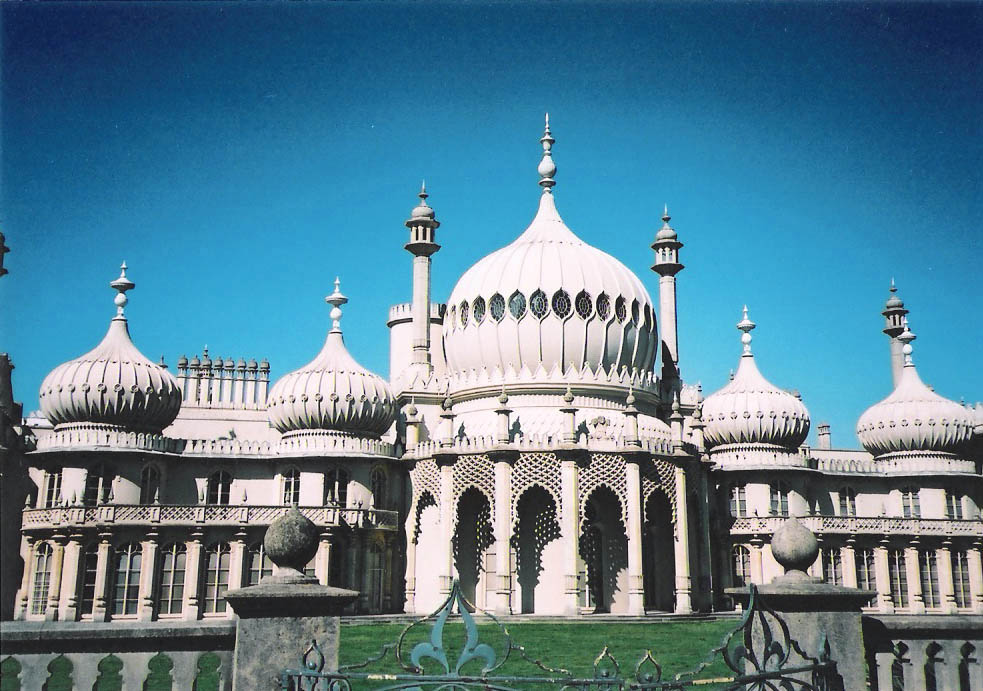
Royal Pavillion visto da entrada

## Uso actual
Durante a Primeira Guerra Mundial, o Pavilion foi usado como hospital para os feridos da Índia e das Índias Ocidentais.
O Royal Pavilion encontra-se actualmente aberto ao público e também está disponível para fins educacionais, banquetes e casamentos. As taxas de admissão são reduzidas para os residentes locais durante o inverno.
Durante o inverno, o Royal Pavilion se torna ainda um ponto turístico com a adição do rinque de patinação no gelo. Os visitantes podem desfrutar de uma experiência única ao patinar defronte aos arcos do pavilhão, cercados pela arquitetura deslumbrante e pela atmosfera festiva proporcionada pelas luzes e música ambiente. É uma atividade popular para famílias, casais e amigos, provenientes da cidade de Brighton & Hove e arredores. 